# واسیلیه رادوویچ
واسیلیه رادوویچ (انگلیسی: Vasilije Radović؛ ۱۰ سپتامبر ۱۹۳۸ – ۲۵ مارس ۲۰۱۹) بازیکن فوتبال اهل یوگسلاوی بود.
از باشگاه‌هایی که در آن بازی کرده‌است می‌توان به باشگاه فوتبال فنرباغچه و باشگاه فوتبال ژلیزنیچار سارایوو اشاره کرد.
وی همچنین در تیم ملی فوتبال یوگسلاوی بازی کرده‌است.